# Saison PIHA 2004
Navigation
2002-2003 2004-2005
La saison 2004 est la troisième saison de la Professional inline hockey association.
Les York Typhoon sont sacrés champions et remportent la coupe Founders (Founders Cup) pour la 3e fois d'affilée.